# Портрет Льва Александровича Нарышкина
«Портрет Льва Александровича Нарышкина» — картина Джорджа Доу и его мастерской из Военной галереи Зимнего дворца.
Картина представляет собой погрудный портрет генерал-майора Льва Александровича Нарышкина из состава Военной галереи Зимнего дворца.
Во время Отечественной войны 1812 года Нарышкин был ротмистром Изюмского гусарского полка и участвовал в Бородинском сражении, где получил ранение в голову. Захвачен в Москве в плен французами, отправлен в тыл и под Витебском был отбит казачьим партизанским отрядом. В конце ноября произведён в подполковники и зачислен в лейб-гвардии Гусарский полк. В Заграничных походах за отличие под Калишем получил чин полковника, а за отличия в сражениях при Денневице и под Лейпцигом произведён в генерал-майоры. Далее сражался во Франции и находился при взятии Парижа.
Изображён в генеральском вицмундире, введённом для кавалерийских генералов 6 апреля 1814 года. Слева на груди звезда ордена Св. Анны 1-й степени; на шее кресты орденов Св. Владимира 3-й степени и прусского Красного орла 2-й степени; по борту мундира командорский крест французского ордена Почётного легиона, кресты гессен-кассельского ордена Военных заслуг, прусского ордена Пур ле мерит, и российского ордена Св. Иоанна Иерусалимского; справа крест ордена Св. Георгия 4-й степени, серебряная медаль «В память Отечественной войны 1812 года» на Андреевской ленте, крест шведского Военного ордена Меча 4-й степени и звезда ганноверского ордена Гвельфов 1-й степени. С тыльной стороны картины надписи: Narishkin и Geo Dave RA pinxt. Подпись на раме: Л. А. Нарышкинъ 1й, Генералъ Маiоръ.
7 августа 1820 года Комитетом Главного штаба по аттестации Нарышкин был включён в список «генералов, заслуживающих быть написанными в галерею» и 11 января 1822 года император Александр I приказал написать его портрет. Несмотря на то, что гонорар Доу был выплачен 24 февраля 1822 года, фактически он приступил к работе после этой даты — Нарышкин в это время проходил службу в Варшаве, где состоял при начальнике Литовской уланской дивизии, и в Санкт-Петербург смог приехать только в январе 1823 года; вероятно, тогда он и позировал Доу. Закончен портрет был не позже октября того же года, поскольку в том же году Лондоне фирмой Messrs Colnaghi по заказу петербургского книготорговца С. Флорана была напечатана гравюра Г. Доу с галерейного портрета с указанием года 1823; один из сохранившихся отпечатков имеется в собрании Эрмитажа (бумага, меццо-тинто, 65,5 × 47,5 см, инвентарный № ЭРГ-445). Готовый портрет был принят в Эрмитаж 7 сентября 1825 года.
В собрании Эрмитажа есть акварельная копия с галерейного портрета, выполненная неизвестным художником во второй половине XIX века, на ней Нарышкин изображён с чрезплечной Анненской лентой (бумага, акварель, карандаш, гуашь, овал 22,4 × 19 см, инвентарный № ЭРР-356).

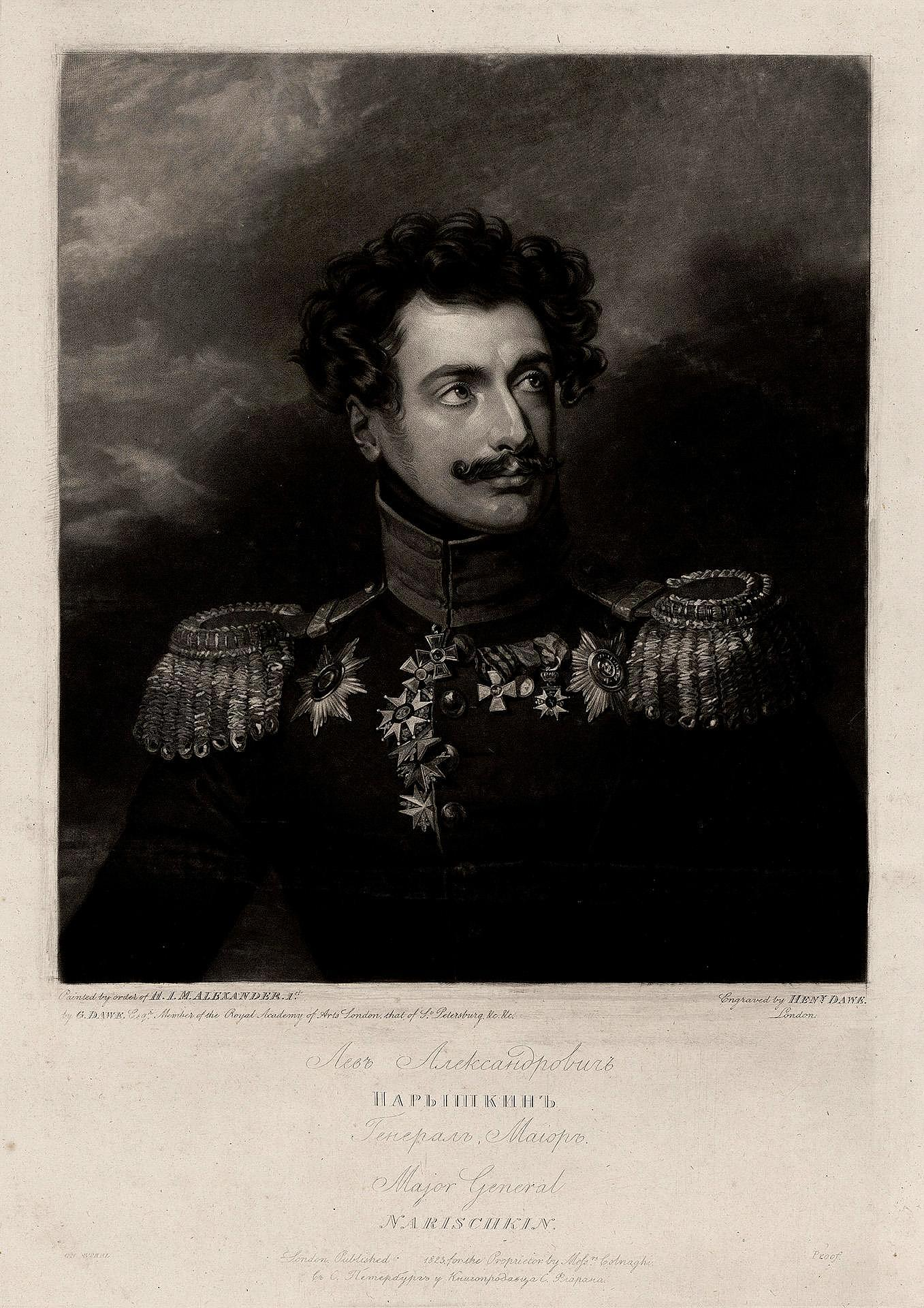
Гравюра Г. Доу
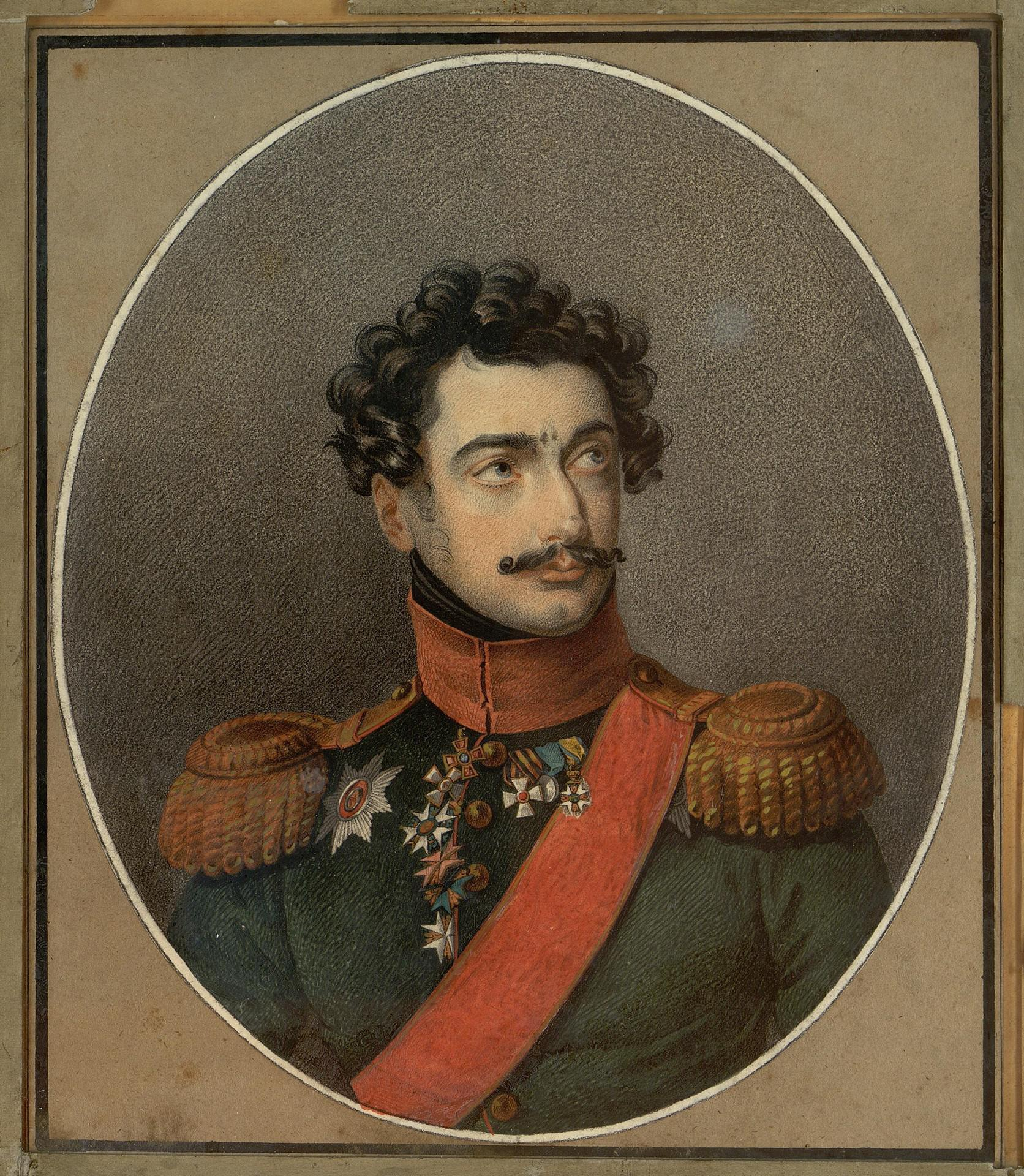
Рисунок неизвестного художника, Нарышкин изображён с Анненской лентой